# Біосенсор

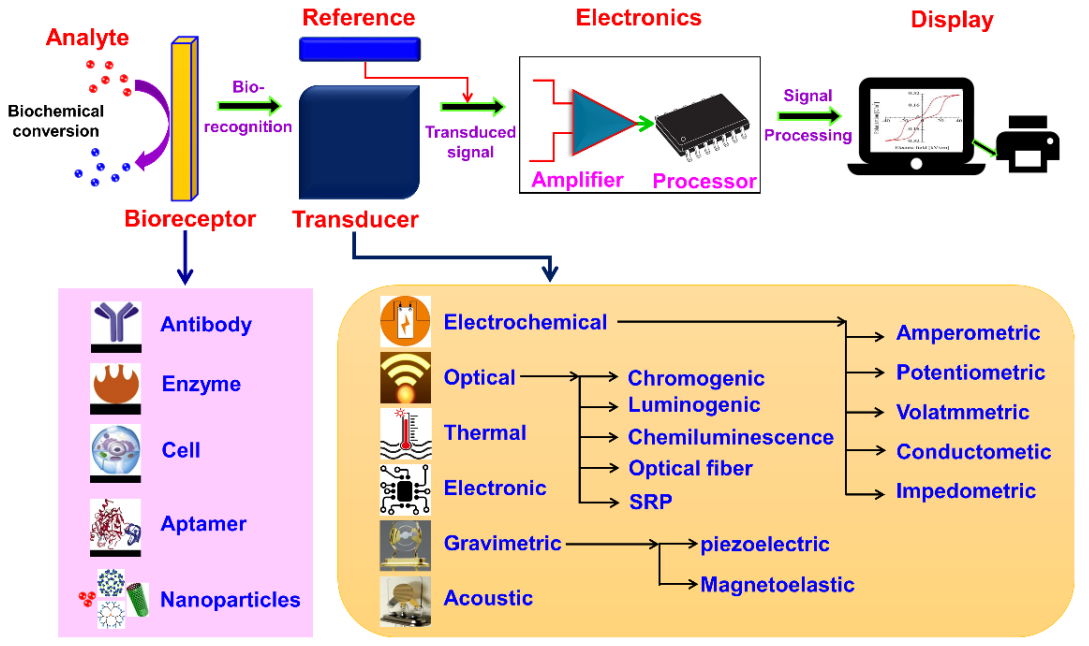
Схема типового біосенсора.

Біосе́нсор (від грец. βιο — життя і лат. sensus — відчуття) або біодатчик — аналітичний пристрій, призначений для виявлення, кількісного визначення та аналізу специфічних біологічних речовин, які часто називають аналітами, у складних зразках. Біосенсор вимірює біологічні або хімічні реакції шляхом генерування сигналів, пропорційних концентрації аналіту в реакції.
Біосенсор працює за принципом використання елемента біологічного розпізнавання в поєднанні з датчиком для генерації вимірюваних сигналів, що відповідають присутності та концентрації цільового аналіту. Це поєднання біологічних компонентів із передовими технологіями датчиків дозволяє біосенсорам запропонувати швидкі, чутливі та специфічні можливості виявлення в різних областях. Ключові компоненти біосенсора складаються з елемента біологічного розпізнавання та перетворювача. Елемент біологічного розпізнавання, також відомий як біорецептор, відповідає за вибіркову взаємодію з цільовим аналітом. Біорецептори можуть включати ферменти, антитіла, нуклеїнові кислоти, клітини або біоміметичні матеріали, кожен з яких має високий ступінь специфічності та спорідненості до відповідних аналітів. Датчик, з іншого боку, перетворює взаємодію біорецептор-аналіт у вимірюваний сигнал. Використовуються різні механізми трансдукції, такі як електрохімічні, оптичні, п’єзоелектричні, термічні, які перетворюють біохімічні реакції в електричні, оптичні чи фізичні сигнали. Потім ці сигнали обробляються та інтерпретуються для отримання кількісної або якісної інформації про досліджуваний аналіт.
Біосенсори знаходять широке застосування в багатьох областях, включаючи охорону здоров’я, моніторинг навколишнього середовища, сільське господарство, безпеку харчових продуктів і біотехнології. В охороні здоров’я вони відіграють вирішальну роль у медичній діагностиці, постійному моніторингу біомаркерів і системах доставки ліків. Додатки моніторингу навколишнього середовища передбачають виявлення забруднювачів, хвороботворних мікроорганізмів та інших забруднень у повітрі, воді та ґрунті, сприяючи екологічній стійкості та здоров’ю населення. У сфері безпеки харчових продуктів біосенсори допомагають виявляти алергени, патогени та маркери псування, забезпечуючи якість і безпеку харчових продуктів.
В еволюції біосенсорів відбувся значний прогрес, зокрема мініатюризація, що призвело до портативних біосенсорних пристроїв, які можна носити. Інтеграція зі штучним інтелектом та Інтернетом речей (IoT) дозволила аналізувати дані та приймати рішення в режимі реального часу, підвищуючи точність і зв’язок мереж біосенсорів. Однак біосенсори також стикаються з проблемами та обмеженнями. До них належать стабільність і довговічність біологічних елементів, стандартизація, відтворюваність, економічна ефективність, етичні міркування та нормативні рамки, що регулюють їх розробку й використання, та конфіденційність даних. Біосенсори являють собою ключову технологію, яка революціонізує аналітичні методи виявлення, і тривають дослідження, спрямовані на розширення їх можливостей.

## Історія

### Ранні розробки
Виникнення біосенсорів сходить до ранніх концепцій використання біологічних систем для аналітичних цілей. Ідея використання біологічних елементів для виявлення конкретних речовин виникла, коли вчені шукали інновацйні методи для точних і ефективних вимірювань. Ранні розробки наприкінці 1950-х і на початку 1960-х років заклали основу для створення біосенсорів.
В 1950-х роках Леланд Кларк описав аналітичне застосування винайденого ним кисневого електрода, який у подальшому стали називати «електродом Кларка». Він призначався для вимірювання вмісту кисню в рідких і газових середовищах, зокрема в крові і тканинах організма.
Переломний момент в історії біосенсорів стався в 1962 році, коли Леланд Кларк і Чемп Лайонс розробили перший біосенсор на основі ферментів. Свої напрацювання Леланд Кларк спільно з Чампом Ліонсом опублікували 1962 року в статті «Електродні системи для безперервного моніторингу в серцево-судинній хірургії». Ця новаторська робота представила концепцію використання ферментів як елементів біологічного розпізнавання, поєднаних з електродами для виявлення та кількісного визначення аналітів. Робота Кларка та Лайонса заклала основу для подальшого прогресу в технології біосенсорів, продемонструвавши можливість проведення ферментативних реакцій для аналітичних цілей. У 1962 році Кларк виступив в Академії наук США, де повідомив результати експериментів, а також плани на майбутнє, пов'язані з можливістю аналізу складу біологічних рідин. Він розповів як можливо зробити електрохімічні сенсори (pH, полярографічні, потенціометричні або кондуктометричні електроди) більш «розумними», поєднуючи їх з ферментами. Вчений продемонстрував експеримент, у якому на електроді була іммобілізована глюкозооксидаза. Глюкоза окиснюється ферментом, процес супроводжувався споживанням кисню. Зниження концентрації кисню було пропорційно концентрації глюкози.
Термін «ферментний електрод», який спочатку використовувався для опису першого біосенсора на основі ферментів був прийнятий Апдайком і Хіксом для опису подібного пристрою в 1967 році. Гільбо і Монтальво використовували скляні електроди, поєднані з уреазою, для вимірювання концентрації сечовини за допомогою потенціометричного вимірювання замість амперометричного методу.
В електрохімічному співтоваристві в той період дослідження іонних іонселективних електродів були дуже активними, і ідея розширення діапазону датчиків до неелектрохімічних активних сполук була широко прийнята, навіть для неіоногенних речовин, таких як глюкоза. Відтоді було досягнуто великих успіхів у розробці високочутливих та селективних біосенсорних пристроїв, де біологічні елементи поєднуються з електрохімічними сенсорами. Деякі з них перераховані нижче:
- У 1976 році командою Клемена була розроблена «штучна підшлункова залоза біля ліжка», яка включала електрохімічний біосенсор глюкози. Незабаром після цього було вона почала продаватись компанією Miles (Elkhart) під назвою Biostator Glucose-Controlled Insulin Infusion System.[7]
- У 1984 році Касс і його колеги опублікували наукову статтю, яка демонструє використання фероцену та його похідних як посередників для амперометричних біосенсорів. Через кілька років глюкометр Medisense Exac Tech був випущений на ринок і став найбільш продаваним біосенсором у світі. Початковим продуктом був лічильник у формі ручки з одноразовим надрукованим електродом.[7]
- З 1999 року по теперішній час дослідження біосенсору призвели до розробки наноелектромеханічного біосенсора (BioNMES), квантових точок, наночастинок, нанокантилевера, нанодротин та нанотрубок.[10]

### Еволюція конструкцій біосенсорів

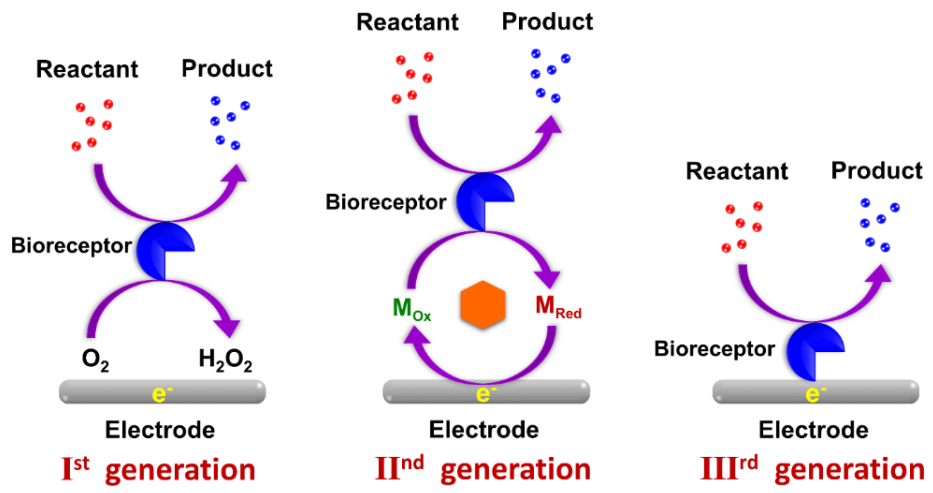
3 покоління конструкції біосенсора (Mox: окислений медіатор; Mred: відновлений).

Сфера біосенсорів пережила швидку еволюцію від своїх рудиментарних форм до складних, мініатюрних систем. Ранні біосенсори переважно використовували ферментативні реакції та прості механізми перетворювача. Проте прогрес у матеріалознавстві, мікрофабрикаціях і біотехнологіях уможливив розробку більш складних і ефективних конструкцій біосенсорів. Удосконалення біосенсорної технології зосереджено на підвищенні чутливості, вибірковості та можливостей моніторингу в реальному часі. Це включало інновації в інженерії біорецепторів, розробку нових матеріалів перетворювачів і методи посилення сигналу. Ці вдосконалення призвели до створення біосенсорів, здатних виявляти аналіти в наднизьких концентраціях з винятковою специфічністю.
Постійне дослідження різноманітних методів трансдукції та інновацій у дизайні біорецепторів ознаменувало ключові моменти в історії біосенсорів, сприяючи еволюції цих пристроїв від стадії зародження до високопрогресивних і універсальних інструментів, які можна побачити сьогодні.

## Будова
Біосенсори поєднують в собі елементи біологічного розпізнавання (біорецептори) та перетворювачі, щоб розрізняти та кількісно визначати аналіти з точністю та специфічністю.

### Елементи біологічного розпізнавання

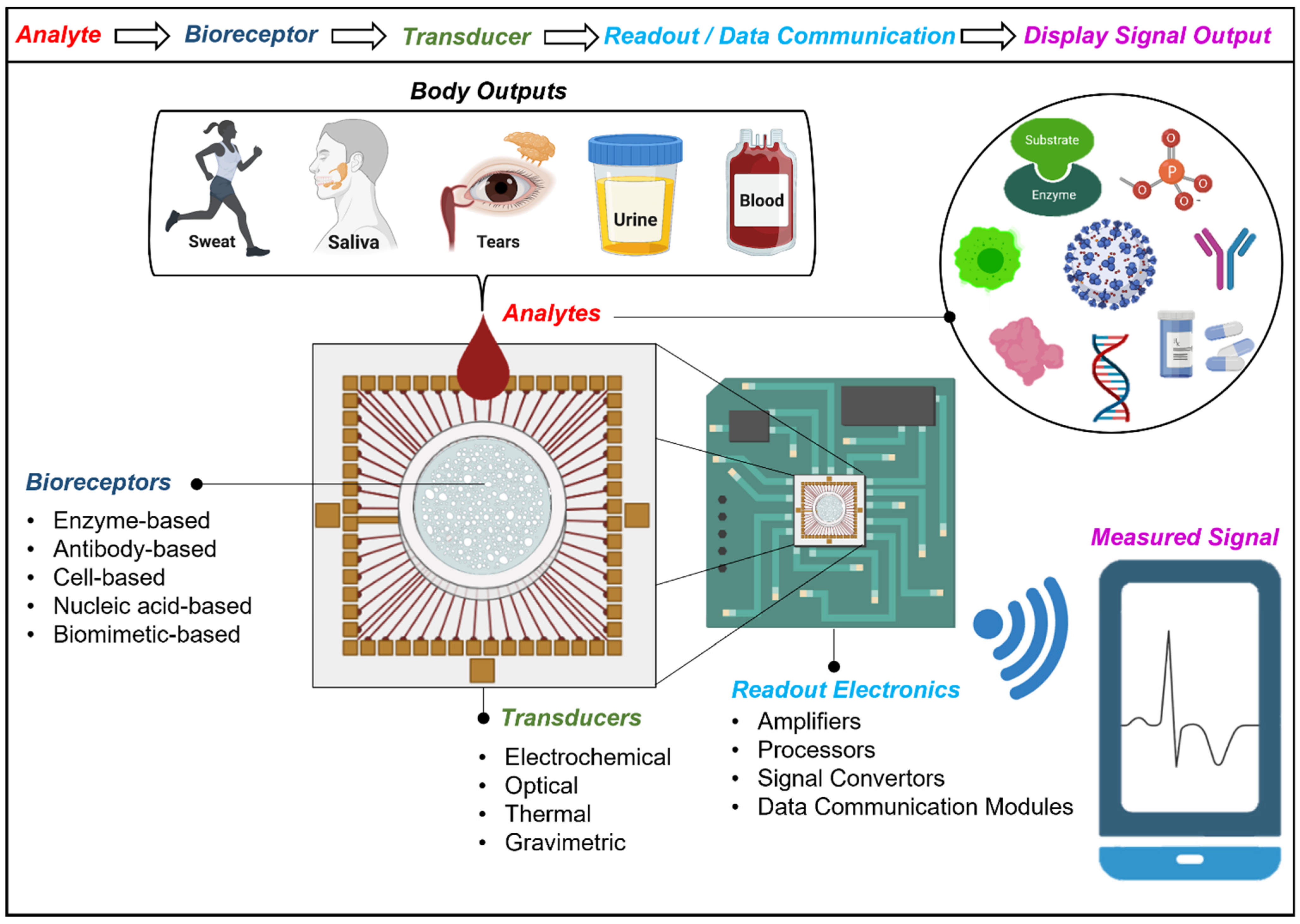
Схематична ілюстрація біосенсору.

Суть біосенсорів полягає в їх елементах біологічного розпізнавання, які надають цим аналітичним пристроям специфічність і вибірковість. Ці елементи, включаючи ферменти, антитіла, нуклеїнові кислоти, клітини, тканини та полімери з молекулярним імпринтом, забезпечують цілеспрямовану взаємодію з аналітами, закладаючи основу для точного виявлення та кількісного визначення в різноманітних застосуваннях.
- Ферменти: ферментативні біосенсори використовують такі ферменти, як глюкозооксидаза[en], ацетилхолінестераза, уреаза та інші.[12][13] Ці елементи пропонують виняткову специфічність і каталітичну активність, розширюючи можливості застосування в біомедичних застосуваннях та клінічній діагностиці[14][15][16][17], моніторингу навколишнього середовища[18][19][20], сільському господарстві[21][22][23]  та оцінці якості харчових продуктів[24][25][26][27].
- Антитіла: такі біосенсори називають імуносенсори, і вони покладаються на моноклональні або поліклональні антитіла як елементи розпізнавання.[28][29][30] Їх незрівнянна специфічність у розпізнаванні антигенів дає змогу діагностувати захворювання[31][32], стежити за навколишнім середовищем[33] та перевіряти безпечність харчових продуктів[34][26][27][35].
- Нуклеїнові кислоти: використовуючи послідовності ДНК або РНК як елементи розпізнавання, біосенсори на основі нуклеїнових кислот використовують аптамери[36], ДНК-зими[en][37] або події гібридизації (Hybridization events)[38] для цілеспрямованого виявлення аналітів.[39][40][41] Вони найкращі в генетичному тестуванні[en], ідентифікації патогенів[42] та викристовуються для інших біомедичних застосувань[43], та в аналізі довкілля[44].
- Клітини та тканини: клітинні та тканинні біосенсори інтегрують живі клітини або тканини як елементи розпізнавання. Ці динамічні біосенсори пропонують відповіді в реальному часі на різні аналіти, служачи для оцінки токсичності, скринінгу ліків і моніторингу навколишнього середовища.[45][46][47][48][49]
- Полімери з молекулярним відбитком[en] (MIP): ці синтетичні полімери мають селективні сайти зв’язування, сформовані до конкретних цільових молекул, що відображають природні елементи розпізнавання. Біосенсори на основі MIP виявляють стабільність і специфічність, придатні для різних застосувань, включаючи хімічний і біологічний аналіз в медичній діагностиці[50][51] та інших сферах.[52][53][54]

### Перетворювачі
Перетворювачі служать перетворювачами біологічних взаємодій у вимірювані сигнали, що визначає ефективність і чутливість біосенсорних пристроїв.
- Електрохімічні перетворювачі: різноманітні методи охоплюють цю категорію, перетворюючи біологічні реакції в електричні сигнали, або підсилюючи наявні електричні сигнали.[55] Амперометричні біосенсори вимірюють зміни струму[56][57][58][59]; потенціометричні біосенсори виявляють зміни потенціалів під час окисно-відновних реакцій[60][61]. Спектроскопія імпедансу фіксує зміни в електричному імпедансі, пропонуючи високу чутливість[62].
- Оптичні перетворювачі: використовуючи зміни у властивостях світла внаслідок біологічних взаємодій, оптичні біосенсори включають методи поверхневого плазмонного резонансу (SPR)[63][64], флуоресценції[65][63][66][67], люмінесценції[68][69][70] та абсорбції.[71][72] Ці високочутливі методи знаходять широке застосування в біомедичних дослідженнях і медичній діагностиці[17][73][74], та моніторингу навколишнього середовища[75]. (див. також Нанофотоніка[71], Біофотоніка(інші мови))
- П’єзоелектричні перетворювачі: вимірювання змін маси на поверхні датчика, кварцові мікроваги[en][76][77][78] і пристрої з поверхневими акустичними хвилями[79][80][81][82][83] забезпечують високу чутливість і моніторинг у реальному часі.[84][85] Вони знаходять застосування в різних галузях від медичної діагностики[86][87][88] до аналізу навколишнього середовища[89].
- Термоперетворювачі: виявляючи теплові зміни в біохімічних реакціях, калориметричні біосенсори забезпечують чутливе виявлення без міток.[5] Ці біосенсори є корисними для вивчення кінетики ферментів, зв’язування лігандів і молекулярних взаємодій.[90][91]
- Механічні перетворювачі: ці перетворювачі вимірюють механічні зміни, спричинені біохімічними взаємодіями. Біосенсори на основі мікроконсольної балки (мікрокантилевера)[92][93] та наномеханічні біосенсори[94][95][96][97] пропонують високу чутливість, дозволяючи виявлення без міток і дослідження біомолекулярної взаємодії.[98]
- Перетворюваі електронних біосенсорів: електронні біосенсори спеціалізуються на перетворенні біологічних реакцій в електронні сигнали для виявлення. Ця категорія включає різноманітні платформи, такі як польові транзистори[99][100], провідні полімери[101][102], іон-селективні польові транзистори[en] (ISFET), вуглецеві нанотрубки або біосенсори на основі графену. Біосенсори на основі польових транзисторів використовують зміни електричного поля, тоді як провідні полімери впливають на зміни провідності через події зв’язування. ISFET вимірюють зміни концентрації іонів, а вуглецеві наноматеріали пропонують високу чутливість для виявлення біомолекул. Ці платформи являють собою прогресивний рубіж біосенсору, що використовує досягнення нанотехнологій і матеріалознавства для досягнення чутливого виявлення без міток у різних програмах.

Об’єднання ряду елементів біологічного розпізнавання з набоом механізмів трансдукції розширило універсальність біосенсорів у багатогранних застосуваннях.

## Класифікація біосенсорів

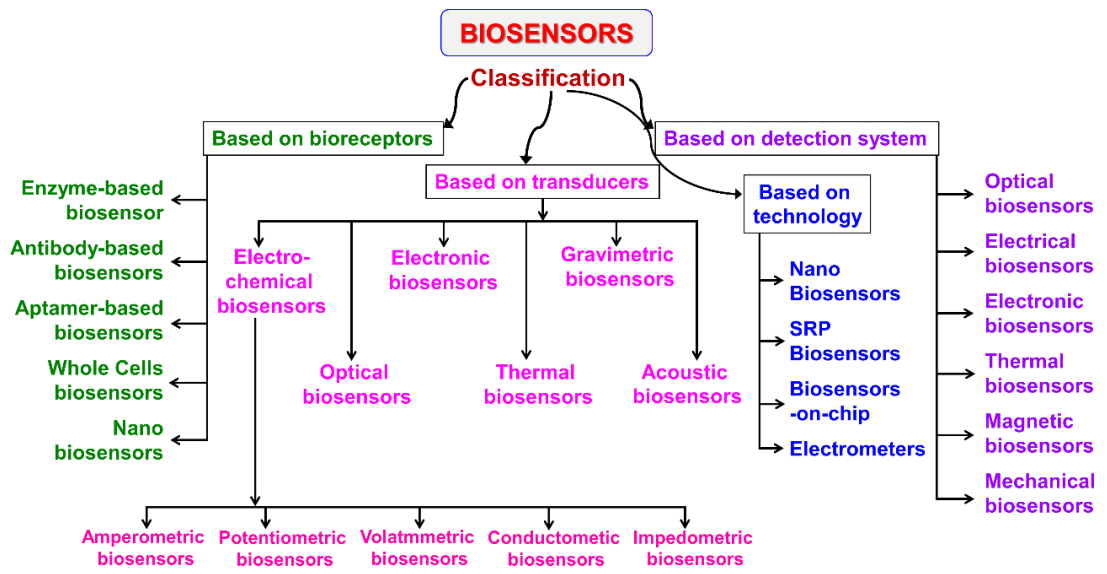
Класифікація біосенсорів на основі різних використовуваних біорецепторів і перетворювачів.

Біосенсори класифікують на основі елемента біологічного розпізнавання (біорецептора), який вони використовують, і принципу трансдукції, який використовується для перетворення біологічних реакцій у сигнали, які можна вимірювати.
Також, деякі класифікації зроблено залежно від системи виявлення (оптична, електрична, електронна, теплова, механічна та магнітна) і технології (нано, поверхневий плазмонний резонанс (SPR), біосенсори на чіпі (lab-on-chip), електрометри, і розгортається).

### На основі біологічного елемента розпізнавання
Біосенсори класифікуються відповідно до типу елемента біологічного розпізнавання (біорецептора), який вони використовують для виявлення цільового аналіту. Залежно від біорецептора біосенсори класифікуються як ферментативні біосенсори (найпоширеніший клас біосенсорів), імуносенсори (володіють високою специфічністю та чутливістю та особливо корисні для діагностики), аптамерні біосенсори або біосенсори на основі нуклеїнової кислоти (володіють високою специфічністю для мікробних штамів і нуклеїнової кислоти). -містять аналіт) і мікробні або цільноклітинні біосенсори.

#### Біосенсори на основі ферментів

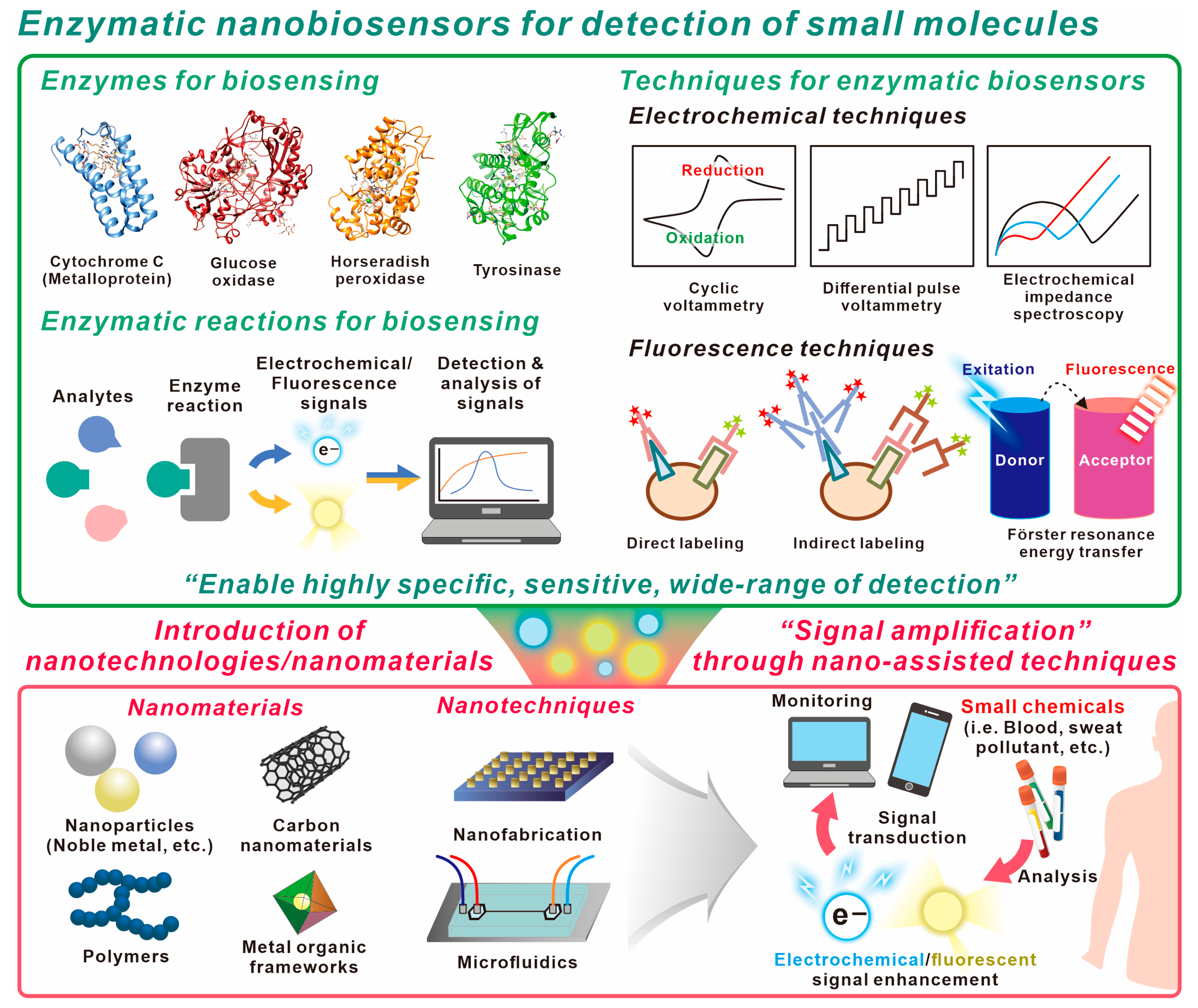
Cхема ферментативного електрохімічного й флуоресцентного біосенсора.

Біосенсори на основі ферментів, що використовують каталітичну здатність і специфічність ферментів, утворюють наріжний камінь багатьох аналітичних платформ завдяки своїй універсальності та надійності. Інтеграція цих ферментів у платформи біосенсорів підкреслює їх ключову роль у вирішенні різноманітних аналітичних потреб у сферах медицини, довкіллєзнавства, сільського господарства та харчової промисловості. Їхня точність і надійність закладає основу для передових і ефективних технологій біосенсору, що приносить користь суспільству в різних критичних секторах.
- Глюкозооксидаза[en], яка широко використовується в біосенсорах, дозволяє точно контролювати рівні глюкози, що є критично важливим для лікування діабету та біомедичних досліджень метаболізму. Специфічність цього фермену для глюкози дозволяє проводити точні вимірювання в реальному часі, оптимізуючи діагностику.[105][106]
- Ацетилхолінестераза служить поза клінічними сферами. Її чутливість до нервово-паралітичних речовин та пестицидів допомагає в моніторингу навколишнього середовища, забезпечуючи швидке та чутливе виявлення, що має вирішальне значення для охорони здоров’я та безпеки громадського здоров'я.[107][108][109][110]
- Біосенсори на основі уреази забезпечують швидке визначення рівня сечовини, що є життєво важливим у клінічній діагностиці для оцінки функції нирок і в сільськогосподарських умовах для аналізу стану ґрунту. Їхня універсальність поширюється на оцінку якості харчових продуктів, гарантуючи безпеку та свіжість.[111][112][113][114]

#### Біосенсори на основі антитіл

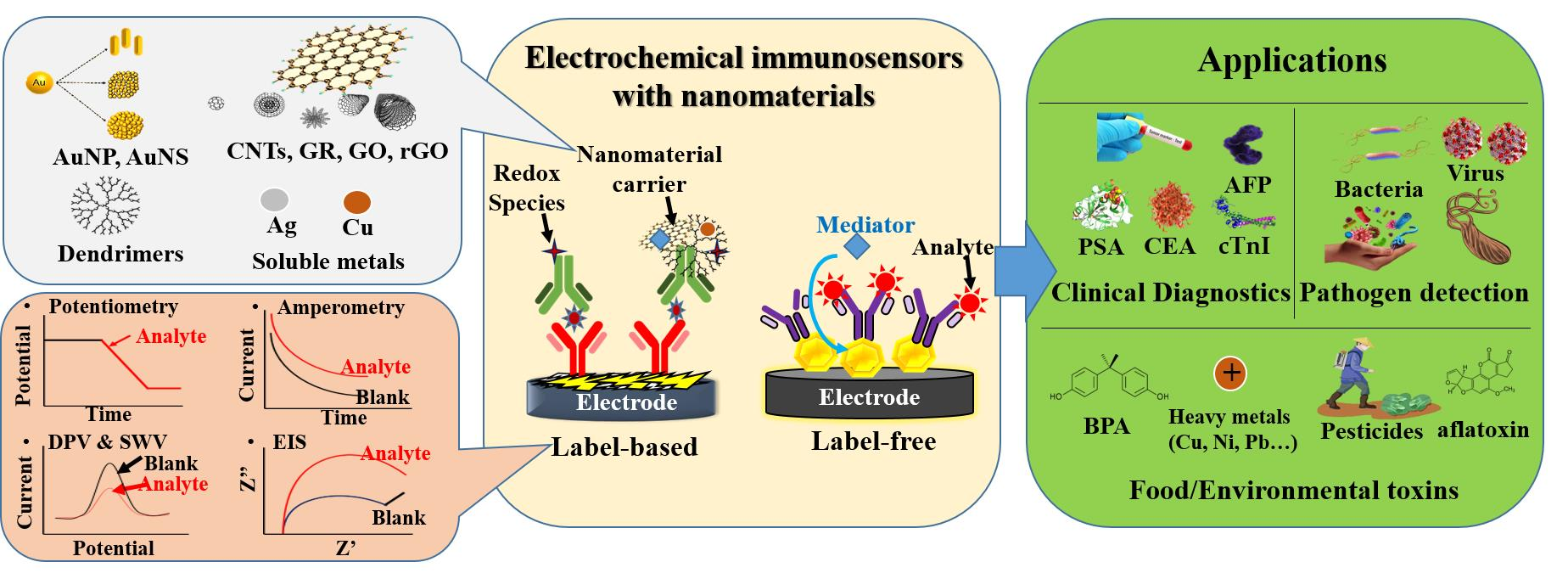
Електрохімічні імуносенсори з наноматеріалами для посилення сигналу.

Біосенсори на основі антитіл (імуносенсори), які керуються винятковою специфічністю антитіл або їх похідних молекул, володіють передовою точністю в розпізнаванні антигенів. Імуносенсори,стають незамінними в багатогранних застосуваннях, починаючи від складної медичної діагностики і закінчуючи пильним моніторингом навколишнього середовища та суворими перевірками безпеки харчових продуктів.
Їх висока чутливість і специфічність у ідентифікації різноманітних антигенів пропонує точне та швидке виявлення захворювань, патогенів і біомаркерів. Біосенсори на основі антитіл є інструментами для скринінгу захворювань, прогнозування та моніторингу терапії, даючи можливість покращити догляд за пацієнтами та результати лікування.
Крім медицини, імуносенсори відіграють вирішальну роль у моніторингу навколишнього середовища, виявляючи забруднювачі та патогени, забезпечуючи безпеку чистоти повітря, води та ґрунту. Більше того, у харчовій промисловості ці біосенсори захищають здоров’я споживачів, швидко ідентифікуючи харчові патогени та забруднювачі, забезпечуючи таким чином якість і безпеку харчових продуктів, що надходять на ринок.

#### Біосенсори на основі нуклеїнових кислот

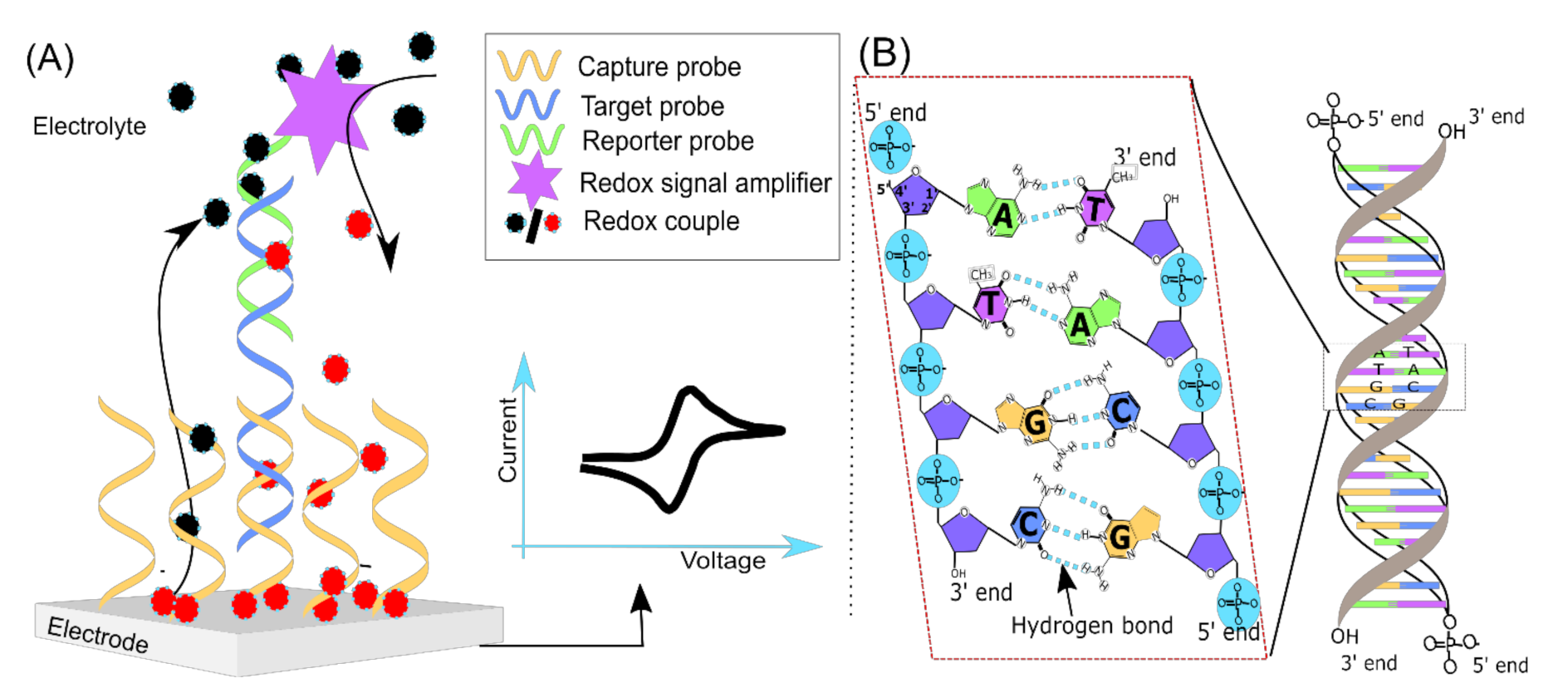
Загальні принципи електрохімічного біосенсора на основі нуклеїнових кислот.

Біосенсори на основі нуклеїнових кислот, які використовують послідовності ДНК або РНК, аптамери, ДНК-зими або події гібридизації (Hybridization events) як елементи розпізнавання, використовують принципи подій гібридизації або взаємодій, специфічних для послідовностей, щоб точно визначити цільові нуклеїнові кислоти. Цей механізм, заснований на комплементарному зв’язуванні послідовностей нуклеїнових кислот, забезпечує високоспецифічне та селективне виявлення в різних застосуваннях, служачи наріжним каменем у генетичному тестуванні та інших біомедичних застосуваннях, ідентифікації патогенів та аналізі середовища.
У рамках генетичного тестування ці біосенсори відіграють трансформаційну роль у ідентифікації конкретних генів, мутацій або цікавих послідовностей. Їх висока специфічність і точність полегшують діагностику генетичних розладів, сприяючи розвитку персоналізованої медицини та прогностичну оцінку. Наприклад, у діагностиці раку ці біосенсори допомагають ідентифікувати мутації або варіації, критичні для вибору лікування та моніторингу терапевтичних відповідей.
У ідентифікації патогенів біосенсори на основі нуклеїнових кислот служать швидкими та точними інструментами для виявлення вірусних, бактеріальних або грибкових патогенів. Їх здатність націлюватися на конкретні генетичні послідовності дозволяє раннє та точне виявлення інфекційних агентів, що має вирішальне значення для спостереження за захворюваннями, боротьби зі спалахами та забезпечення готовності громадської охорони здоров’я.
Крім того, в аналізі навколишнього середовища ці біосенсори роблять значний внесок у моніторинг якості води, виявлення забруднювачів навколишнього середовища та виявлення мікробних забруднень. Їхня специфіка дозволяє цілеспрямовано виявляти певні організми або генетичні маркери, що вказують на здоров’я навколишнього середовища, сприяючи своєчасному втручанню та зусиллям щодо збереження.

#### Біосенсори на основі клітин
Використовуючи живі клітини або частини тканин як елементи розпізнавання, ці біосенсори пропонують відповіді в реальному часі на різні аналіти, служачи для оцінки токсичності, скринінгу ліків і моніторингу навколишнього середовища.
Вони є цікавим вибором біорецепторів, оскільки вони забезпечують гнучкість у визначенні стратегії зондування, дешевші, ніж очищені ферменти та антитіла, і роблять виготовлення відносно простим і економічно ефективним. А завдяки прогресу в галузі синтетичної біології, мікрофлюїдики та літографії за останні п’ять років було зроблено багато захоплюючих подій у розробці біосенсорів на основі клітин. 3D-системи клітинної культури, інтегровані з електродами, тепер дають нові знання про патогенез і фізіологію захворювання, тоді як технологія матриці мікроелектродів (MEA), інтегрованої, до прикладу, в кардіоміоцити, буде стандартизована для оцінки серцевої токсичності, спричиненої ліками. Від клітинних мікрочипів для застосування з високою пропускною здатністю до плазмонних пристроїв для тестування антимікробної чутливості та появи мікробних біосенсорів на паливних елементах, клітинні біосенсори еволюціонували від простих інструментів для виявлення специфічних аналітів до багатопараметричних пристроїв для моніторингу та оцінки в реальному часі. Однак, незважаючи на ці досягнення, необхідно вирішити такі проблеми, як регенерація та термін зберігання, гетерогенність клітинних популяцій, високі перешкоди та високі витрати на допоміжне обладнання, перш ніж можна буде реалізувати повний потенціал клітинних біосенсорів у більших масштабах.
При оцінці токсичності ці біосенсори забезпечують більш біологічно релевантну реакцію, імітуючи фізіологічні стани людини, таким чином уможливлюючи точні оцінки токсичності для фармацевтичних препаратів, хімічних речовин і забруднювачів навколишнього середовища. (див. також Орган на чипі, Органоїд)
Крім того, у скринінгу лікарських засобів використання клітинних і тканинних біосенсорів пропонує платформу для високопродуктивного скринінгу, що дозволяє оцінити ефективність, токсичність і потенційні побічні ефекти ліків. Ці біосенсори допомагають прискорити процеси відкриття ліків і сприяють більш ефективній фармацевтичній розробці.
У моніторингу навколишнього середовища їх динамічний характер дозволяє виявляти складні взаємодії між забруднювачами та живими організмами. Вони дають цінну інформацію про вплив забруднювачів навколишнього середовища на біологічні системи, пропонуючи ранні попередження про потенційні екологічні загрози та керуючи зусиллями щодо збереження навколишнього середовища.
Адаптивність і реакція в режимі реального часу клітинних і тканинних біосенсорів відзначають їх як потужні інструменти в області біосенсорних технологій. Їх унікальна здатність імітувати біологічні реакції дозволяє проводити точніші, чутливі та прогнозні аналізи, сприяючи прогресу в токсикології, фармацевтиці та науках про навколишнє середовище.

#### Біосенсори на основі полімерів з молекулярним відбитком (MIP)

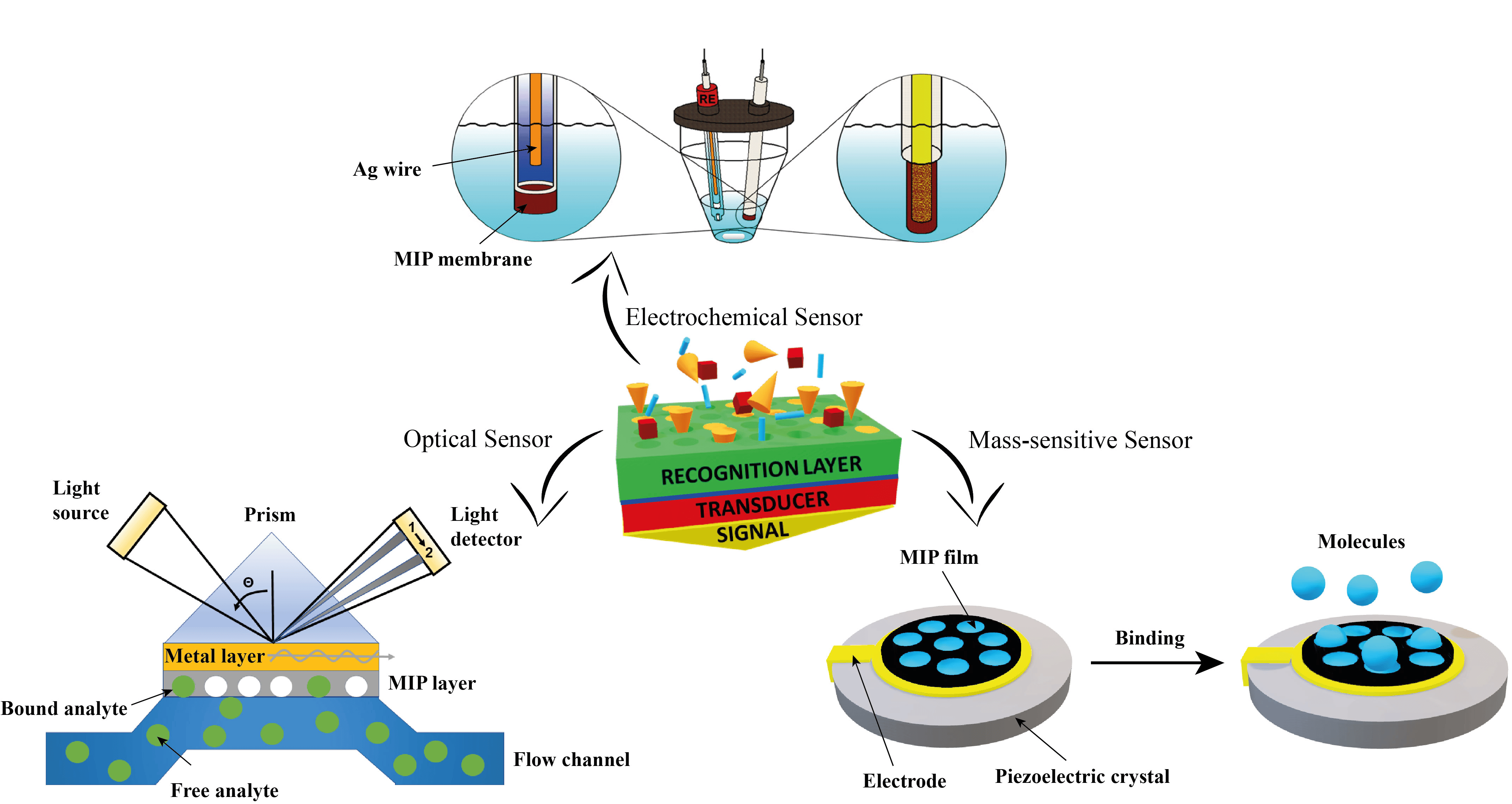
Принципи роботи біосенсорів на основі полімерів з молекулярним відбитком (MIP) для хімічного зондування.

Ці синтетичні полімери — полімери з молекулярним відбитком — мають селективні сайти зв’язування, сформовані до конкретних цільових молекул, що відображають природні елементи розпізнавання. Біосенсори на основі MIP виявляють стабільність і специфічність, придатні для різних застосувань, включаючи хімічний і біологічний аналіз в медичній діагностиці та інших сферах.
Біосенсори на основі полімерів з молекулярним відбитком (MIP) представляють собою інноваційний рубіж у технології біосенсорів, що використовує синтетичні полімери зі спеціально розробленими сайтами зв’язування, створеними для імітації природніх елементів розпізнавання. Ці полімери виявляють чудову здатність вибірково зв’язуватися з конкретними цільовими молекулами, забезпечуючи стабільність і специфічність, що має вирішальне значення для різноманітних застосувань у хімічних і біологічних аналізах. Унікальна особливість біосенсорів на основі MIP полягає в їхніх спеціально створених місцях зв’язування, створених за допомогою методів молекулярного імпринтингу під час синтезу полімерів. Ці ділянки точно відповідають формі, розміру та функціональним групам цільових молекул, що забезпечує високоспецифічне та вибіркове розпізнавання, подібне до природних рецепторів. (див. також Хімія полімерів, Біополімери)
Стабільність біосенсорів на основі MIP робить їх надійними та пружними, здатними витримувати суворі умови навколишнього середовища та багаторазове використання без шкоди для їхньої специфічності зв’язування. Ця довговічність робить їх безцінними в різноманітних аналітичних програмах, де стабільність і відтворюваність є найважливішими.
Їхня універсальність охоплює різні сфери, включаючи моніторинг навколишнього середовища, фармацевтичний аналіз і оцінку безпеки харчових продуктів. У моніторингу навколишнього середовища біосенсори на основі MIP полегшують виявлення забруднюючих речовин або цільових молекул у складних матрицях, пропонуючи чутливі та специфічні можливості виявлення, критично важливі для захисту екосистем. Крім того, у фармацевтичній та харчовій промисловості ці біосенсори відіграють ключову роль у контролі якості, виявляючи специфічні сполуки, забруднювачі або алергени. Їхня специфічність забезпечує точну ідентифікацію цільових молекул, забезпечуючи безпеку продукту та відповідність суворим нормам.
Точність, стабільність і специфічність, притаманні біосенсорам на основі MIP, підкреслюють їхню важливість як потужних аналітичних інструментів, що обіцяють досягнення в різних наукових дисциплінах і промислових застосуваннях.

### На основі принципу перетворювача
Біосенсори також класифікують за принципом трансдукції, який використовується для перетворення біологічних взаємодій у вимірювані сигнали: як електрохімічні (які далі групуються як потенціометричні, амперометричні, імпедансні та кондуктометричні), електронні біосенсори, термічні біосенсори, оптичні та масові (гравіметричні).

#### Електрохімічні біосенсори

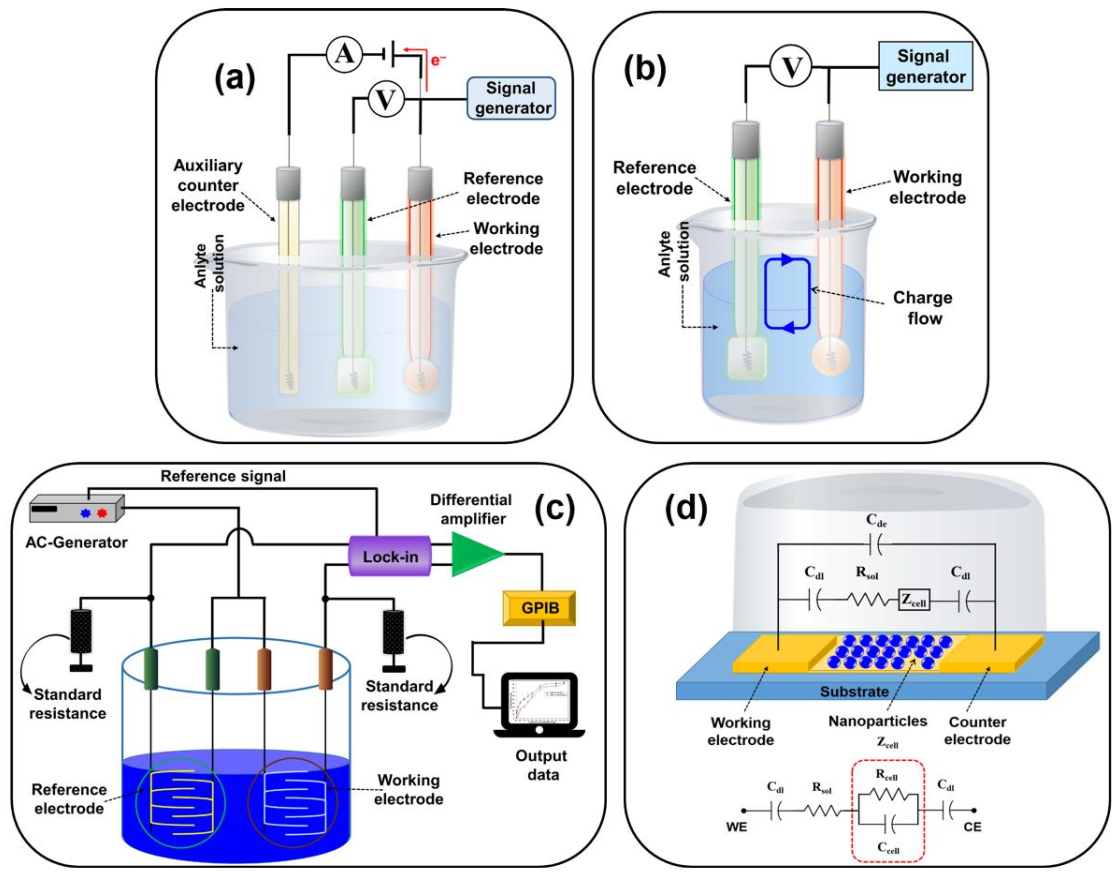
Схематичні діаграми (a) амперометричного/вольтамперометричного, (b) потенціометричного, (c) кондуктометричного біосенсорів і (d) еквівалентної схеми імпедиметричного біосенсорів.

Різноманітні методи охоплюють цю категорію, перетворюючи біохімічні реакції в електричні сигнали, або підсилюючи наявні електричні сигнали.
- Амперометричні біосенсори вимірюють силу струму в результаті окисно-відновних реакцій, що відбуваються на поверхні сенсора. Їх висока чутливість дозволяє виявляти аналіти в низьких концентраціях, що робить їх безцінними в різних областях, таких як клінічна діагностика, моніторинг навколишнього середовища та оцінка безпеки харчових продуктів.[57][58][59]
- Потенціометричні біосенсори виявляють зміни потенціалів, що виникають внаслідок взаємодії між аналітом і поверхнею сенсора.[60][61][128] Ця модальність пропонує специфічність у виявленні іонів або сполук, знаходить застосування в вимірюванні рівня рН[129][130], вимірюванні ферментативної активності[131] та іон-селективному виявленні[132].
- Біосенсори на основі імпедансу вимірюють зміни в електричному імпедансі в результаті біомолекулярних взаємодій. Їхня здатність виявляти зміни провідності внаслідок подій зв’язування забезпечує високочутливий підхід без міток для застосувань біосенсору, включаючи гібридизацію ДНК, білок-білкові взаємодії та клітинні реакції.[62]

Інтеграція цих електрохімічних методів полегшує розробку високочутливих, швидких, чутливих і вибіркових біосенорних платформ, придатних для широкого спектру застосувань. Їх здатність перетворювати біологічні реакції в електричні сигнали забезпечує точне виявлення в реальному часі, сприяючи прогресу в діагностиці, моніторингу навколишнього середовища та біомедичних дослідженнях.

#### Оптичні біосенсори

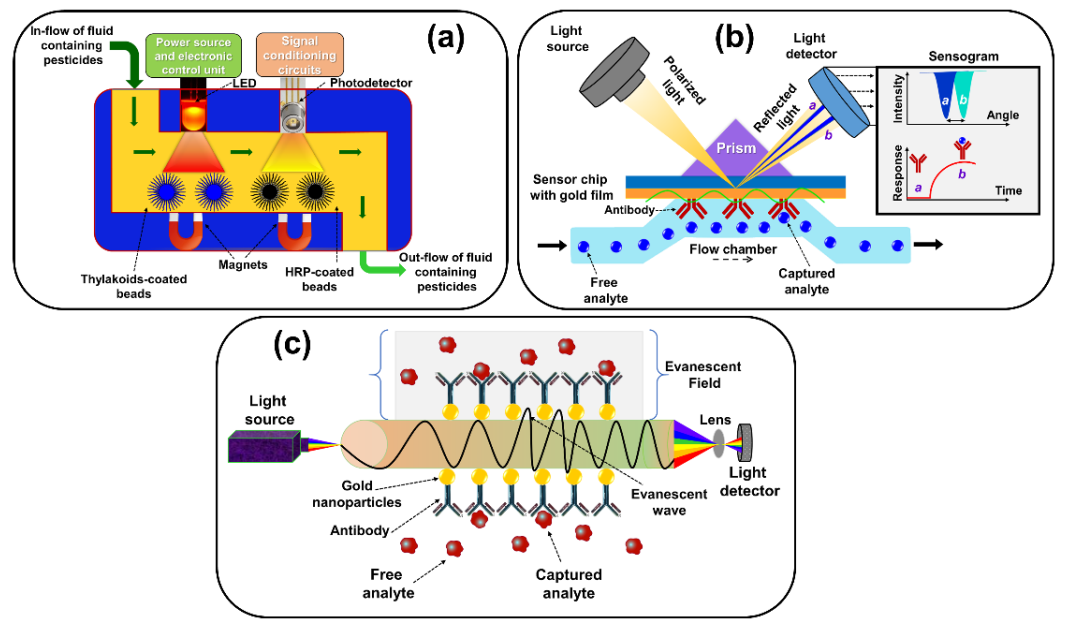
Схематичні діаграми (а) хемілюмінесцентного біосенсора, (б) біосенсора поверхневого плазмонного резонансу і (в) оптоволоконного біосенсора на основі швидкоплинних хвиль.

Оптичні біосенсори представляють собою складний клас біосенсорних технологій, які використовують зміни у властивостях світла в результаті біологічних взаємодій. Ці біосенсори охоплюють низку методів, включаючи поверхневий плазмонний резонанс (SPR), флюоресценцію, люмінесценцію та методи на основі абсорбції, кожен з яких пропонує унікальні переваги у виявленні та кількісному визначенні аналітів.
- Поверхневий плазмонний резонанс (SPR) використовує зміни показника заломлення на поверхні датчика, що дозволяє виявляти біомолекулярні взаємодії в реальному часі без міток. Цей метод широко використовується у вивченні подій молекулярного зв’язування, пропонуючи високу чутливість і можливість відстежувати кінетику в реальному часі.[133][63][64]
- Біосенсори на основі флюоресценції[65][63][66][67] та люмінесценції[68][69][70] використовують випромінювання світла флуоресцентними або люмінесцентними молекулами під час збудження, що забезпечує високочутливе виявлення. Ці методи дозволяють виявляти низькі концентрації аналітів і сприяють мультиплексуванню, що дозволяє одночасно виявляти кілька цілей.
- Біосенсори на основі абсорбції вимірюють зміни в поглинанні світла молекулами, надаючи кількісну інформацію про концентрацію конкретних аналітів. Вони пропонують простоту та універсальність, що робить їх придатними для різноманітних застосувань у біомедичних дослідженнях та моніторингу навколишнього середовища.[71][72]

Відсутність міток в оптичних біосенсорах, а також їх висока чутливість і здатність виявляти найменші зміни, позиціонують їх як цінні інструменти в різних сферах, таких як медична діагностика та моніторинг, моніторинг навколишнього середовища та молекулярні дослідження. Їхня здатність забезпечувати кількісні та неінвазивні вимірювання в реальному часі робить значний внесок у вдосконалення біосенсорних технологій для різноманітних застосувань.
Як підмножину оптичних біосенсорів також виділють так звані метафотонні біосенсори. Метафотонні біосенсори маніпулюють світлом через наноструктури за межами оптичної поведінки природних матеріалів. Використовуючи метаматеріали та нанофотоніку, вони пропонують точний контроль над електромагнітними хвилями для посиленої модуляції властивостей матеріалу. Використовуючи такі конфігурації, як нанострижні та плазмонні метаповерхні, ці біосенсори досягають надзвичайної чутливості, забезпечуючи точне біомолекулярне виявлення. Резонансна метафотоніка, особливо діелектричні метаповерхні, революціонізує субхвильову оптику та обіцяє високий коефіцієнт пропускання та заломлення для розширеного рефрактометричного зондування. Інтеграція метафотонних біосенсорів у діагностику трансформує виявлення захворювань, пропонуючи економічно ефективні, чутливі та зручні рішення для персоналізованого медичного обслуговування.

#### П’єзоелектричні біосенсори

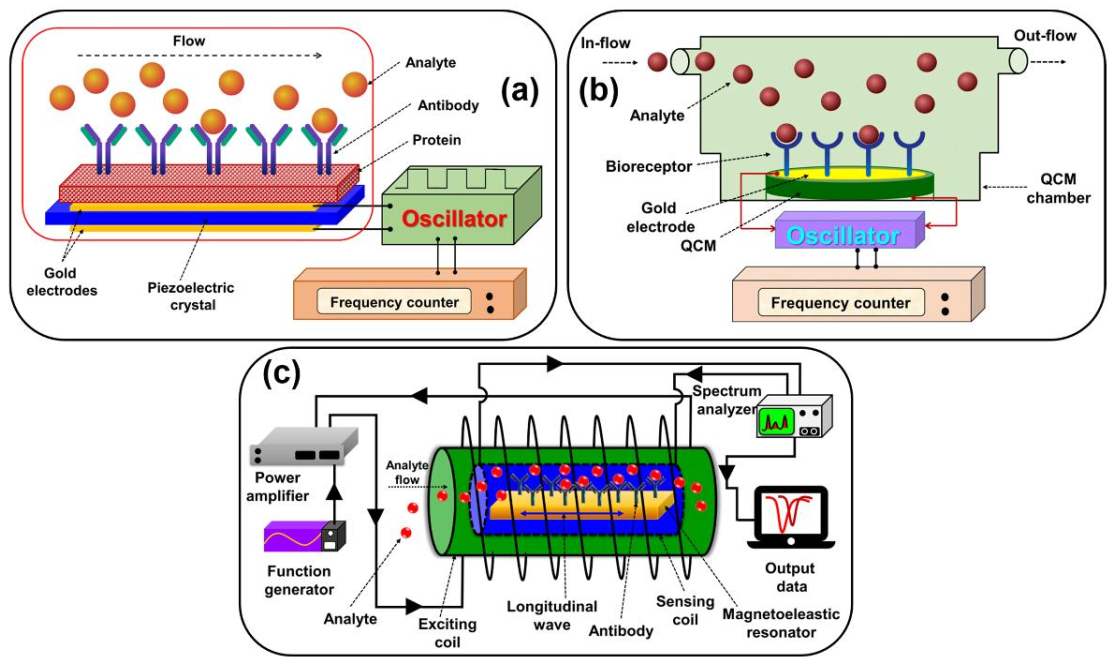
Схематичні діаграми (a) п’єзоелектричного біосенсора, (b) біосенсора на основі кварцових мікровагів та (c) біосенсора на основі магнітопружності.

П’єзоелектричні перетворювачі: вимірювання змін маси на поверхні датчика, кварцові мікроваги і пристрої з поверхневими акустичними хвилями забезпечують високу чутливість і моніторинг у реальному часі. Вони знаходять застосування в різних галузях від медичної діагностики до аналізу навколишнього середовища.
П’єзоелектричні біосенсори використовують п’єзоелектричний ефект, коли механічна напруга створює електричний заряд у певних матеріалах, уможливлюючи точне виявлення шляхом визначення змін маси на поверхні датчика. Мікроваги з кварцового кристала (QCM) і пристрої з поверхневими акустичними хвилями (SAW) є прикладом цього принципу, пропонуючи високу чутливість і можливості моніторингу в реальному часі в програмах біосенсору.
- Кварцові мікроваги[en] (QCM) функціонують шляхом вимірювання змін частоти в кристалі кварцу, викликаних осіданням або видаленням маси на його поверхні. Ця технологія має виняткову чутливість, дозволяючи в режимі реального часу виявляти найменші зміни маси. Біосенсори QCM знаходять широке застосування у вивченні біомолекулярних взаємодій, моніторингу клітинних реакцій та аналізі тонких плівок.[136][76][77][78]
- Пристрої з поверхневими акустичними хвилями (SAW), які подібним чином використовують п’єзоелектричний ефект, поширюють акустичні хвилі поверхнею п’єзоелектричного матеріалу. Вони вимірюють зміни фазової швидкості або амплітуди хвилі в результаті молекулярного зв’язування або зміни маси на поверхні датчика. Біосенсори SAW пропонують високу чутливість, швидкий час відгуку та можливості безперервного моніторингу, що підходить для різноманітних застосувань біосенсору, таких як моніторинг навколишнього середовища та медична діагностика.[79][80][81][82][83][137][138]

Надзвичайна чутливість і функції моніторингу в реальному часі п’єзоелектричних біосенсорів роблять значний внесок у технологію біосенсору. Їх здатність розпізнавати тонкі зміни маси або молекулярні взаємодії є перспективною для просування біомедичних досліджень, моніторингу навколишнього середовища та розробки різноманітних діагностичних інструментів.

#### Електронні біосенсори

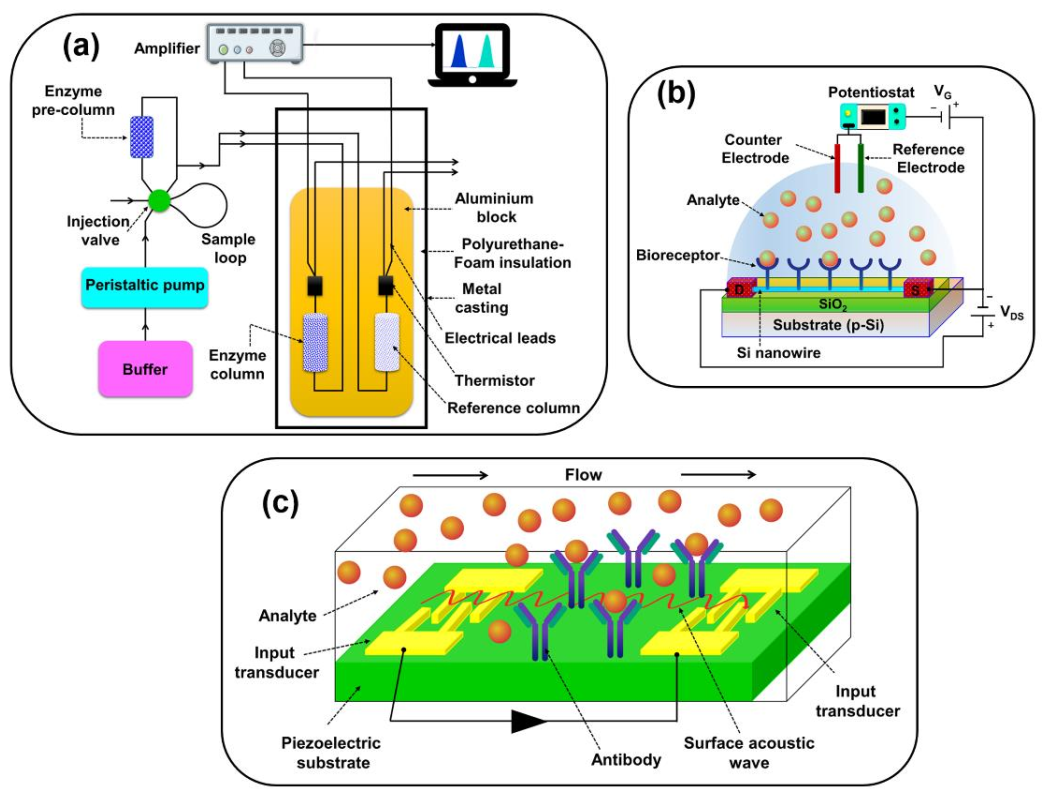
Схематичні діаграми (а) біосенсора на основі ферментного термістора, (б) біосенсора на основі польового транзистора (Bio-FET) на основі кремнієвих нанодротів (D — стік, а S — джерело) і (в) біосенсора на основі поверхневих акустичних хвиль (SAW). біосенсор.

Електронні біосенсори включають ряд датчиків, які перетворюють біологічні реакції в електронні сигнали, сприяючи чутливому та швидкому виявленню:
- Польові транзистори: біосенсори на основі польових транзисторів (Bio-FET) використовують зміни в електричному полі на поверхні транзистора, викликані біомолекулярними взаємодіями. Ці біосенсори мають високу чутливість і застосовуються для виявлення ДНК, аналізу білка та діагностики захворювань.[99][100]
- Провідні полімери: біосенсори, що використовують електропровідні полімери, впливають на зміни електропровідності внаслідок зв’язування на поверхні полімеру. Ці біосенсори використовуються для виявлення різних біомолекул і забруднювачів навколишнього середовища.[101][102]
- Іон-селективні польові транзистори[en] (ISFET): ISFET вимірюють зміни концентрації іонів на поверхні сенсора внаслідок біохімічних реакцій.[139][140] Вони зазвичай використовуються для вимірювання pH і виявлення активності ферментів та антитіл.[141][142]
- Вуглецеві нанотрубки і біосенсори на основі графену: використовуючи унікальні електричні властивості наноматеріалів на основі вуглецю, ці біосенсори пропонують високу чутливість і вибірковість для виявлення біомолекул, патогенів і забруднень навколишнього середовища.[143][144][145][142]

#### Теплові біосенсори
Теплові біосенсори, які працюють за принципом виявлення змін тепла в результаті біохімічних реакцій, охоплюють різні модальності, одним з яких є калориметричні біосенсори.
Калориметричні біосенсори точно вимірюють тепло, яке утворюється або поглинається під час біохімічних процесів, таких як ферментативні реакції або події зв’язування. Ця техніка забезпечує високочутливе виявлення без міток шляхом кількісного визначення теплових змін, пов’язаних із певними взаємодіями чи реакціями.
Їхня здатність виявляти дрібні зміни теплових сигнатур робить калориметричні біосенсори корисними для вивчення кінетики ферментів, зв’язування лігандів і молекулярних взаємодій.

#### Механічні біосенсори
Механічні біосенсори, зосереджені на виявленні механічних змін, викликаних біохімічними взаємодіями, включають біосенсори на основі мікроконсольної балки (мікрокантилевера) та наномеханічні біосенсори. Ці інноваційні платформи пропонують виняткову чутливість, дозволяючи виявляти без міток і детально вивчати біомолекулярні взаємодії.
Біосенсори на основі мікроконсольної балки використовують мікромасштабні пучки, які зазнають відхилення через молекулярні взаємодії, що відбуваються на їх поверхні. Ці відхилення, які часто вимірюються як зміни вигину пучка або резонансної частоти, дозволяють чутливо виявляти події молекулярного зв’язування.
Подібним чином наномеханічні біосенсори використовують нанорозмірні структури для виявлення незначних змін у результаті біохімічних взаємодій. Ці пристрої мають високу чутливість, дозволяючи вимірювати сили або переміщення на нанорозмірі, дозволяючи детально охарактеризувати біомолекулярні взаємодії.
Висока чутливість і можливості виявлення без міток механічних біосенсорів позиціонують їх як потужні інструменти для вивчення біомолекулярних взаємодій, розробки ліків і нанотехнологій. Їх здатність точно вимірювати механічні зміни, викликані біохімічними процесами, відкриває шляхи для розуміння фундаментальних біологічних механізмів і розробки передових діагностичних і аналітичних інструментів.

## Застосування

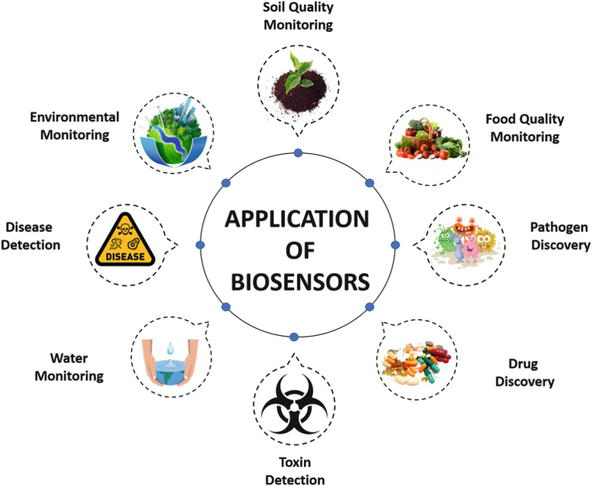
Різноманітні застосування, де використовуються біосенсори.

Завдяки своїй універсальності, точності та можливостям моніторингу в реальному часі біосенсори знаходять широкий спектр застосувань у різних галузях промисловості та науки. Їх постійний розвиток пропонує інноваційні рішення та трансформаційний вплив у різних сферах, формуючи більш стійкий і здоровіший світ.

### Медицина та охорона здоров'я
Біосенсори революціонізують медичну діагностику, забезпечуючи швидке, чутливе та специфічне виявлення біомаркерів, патогенів і захворювань. Вони спрощують тестування на наявність різноманітних хвороб та патологій, покращуючи догляд за пацієнтами та результати лікування.
Існує нагальна потреба у швидкому клінічному моніторингу та діагностичних підходах, які пов’язують високу чутливість, вибірковість і швидку роботу з визначенням зразків. Недавній прогрес у біоаналітичних методах призвів до інтеграції звичайних біологічних концепцій із цифровим приладдям для створення легкої у використанні портативної системи. Біосенсори є значним проривом у наукових дослідженнях, який можна визначити як пристрій, який спирається на специфічні біохімічні реакції за участю ізольованих ферментів, імунних систем, тканин, органел або цілих клітин під час виявлення електричних, теплових або оптичних сигналів хімічних сполук. Вони мають потенціал уможливити виявлення біологічних речовин за допомогою біорозпізнавання та передачі сигналу економічно ефективно, високоточно та швидко, що пропонує великі перспективи для зміни медичної парадигми: від лікування до профілактики й діагностики, через потенціал біомолекул як біомаркерів захворювань.
Використання біосенсорів в охороні здоров’я стало ключовим у виявленні захворювань, моніторингу та оцінці лікування. Три важливі умови обумовлюють їх важливість: ідентифікація конкретних біомаркерів, використання неінвазивних методів моніторингу та розрізнення нормальних і хворобливих станів. Біосенсори, особливо в дослідженнях діабету, серцевих захворювань і онкопатологій, пропонують швидкий час реакції, доступність, зручність у використанні та потенціал для одноразових пристроїв, придатних для масового виробництва. Ці датчики показали багатообіцяюче застосування для діагностики таких захворювань, як малярія, деменція й хвороба Альцгеймера, інфекціні хвороби тощо.
Постійний прогрес у біосенсорних технологіях підкреслює їх глибокий вплив на охорону здоров’я, забезпечуючи шляхи для швидкого й точного виявлення захворювань, моніторингу та персоналізованих підходів до лікування для широкого спектру захворювань.

#### Застосування при діабеті

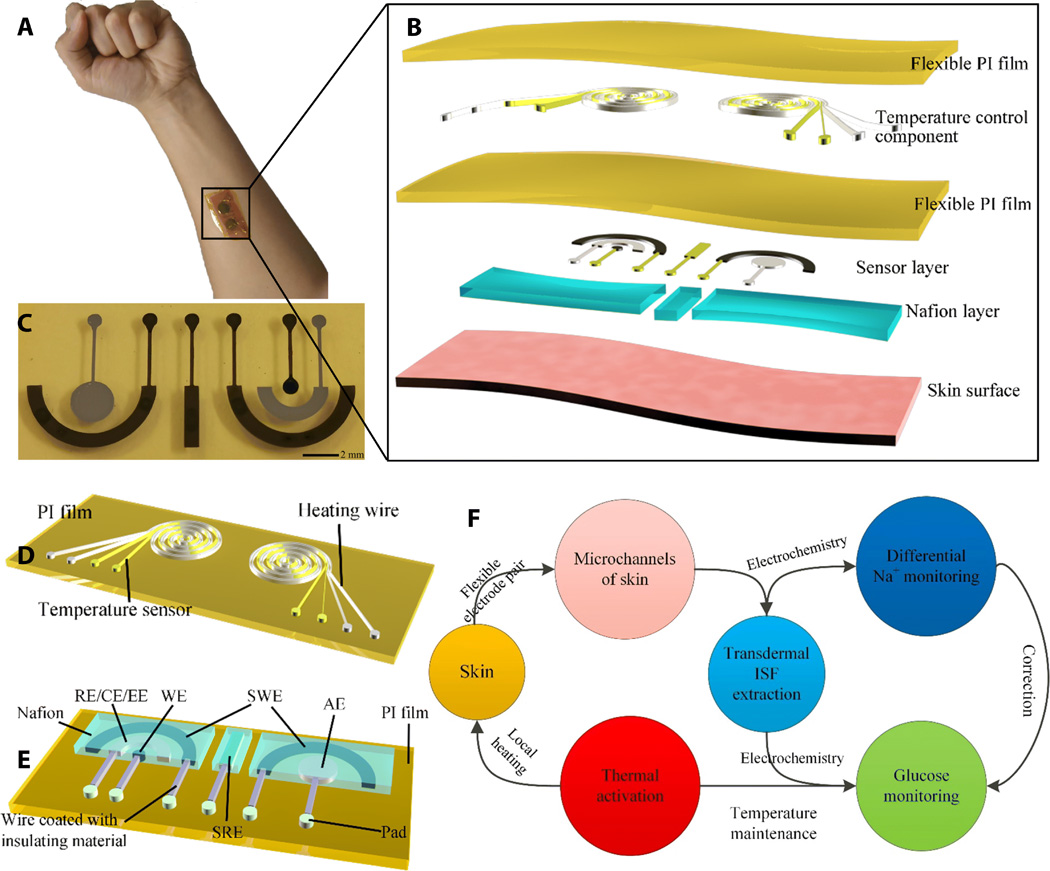
Дизайн гнучкого епідермального біомікрофлюїдного пристрою для постійного моніторингу рівня глюкози в крові.

У лікуванні діабету біосенсори відіграють вирішальну роль у моніторингу рівня глюкози. Останні досягнення включають паперові датчики глюкози, інтегровані в смартфон чіпи для виявлення глюкози в слині та мікрофлюїдні біосенсори, що демонструють чудову стабільність і вибірковість у моніторингу глюкози в сироватці крові. Ці інновації обіцяють покращену профілактику та клінічну діагностику діабету, вирішуючи такі проблеми, як вартість, доступність і дискомфорт, пов’язані з традиційними методами моніторингу.

#### Застосування при серцево-судинних захворюваннях

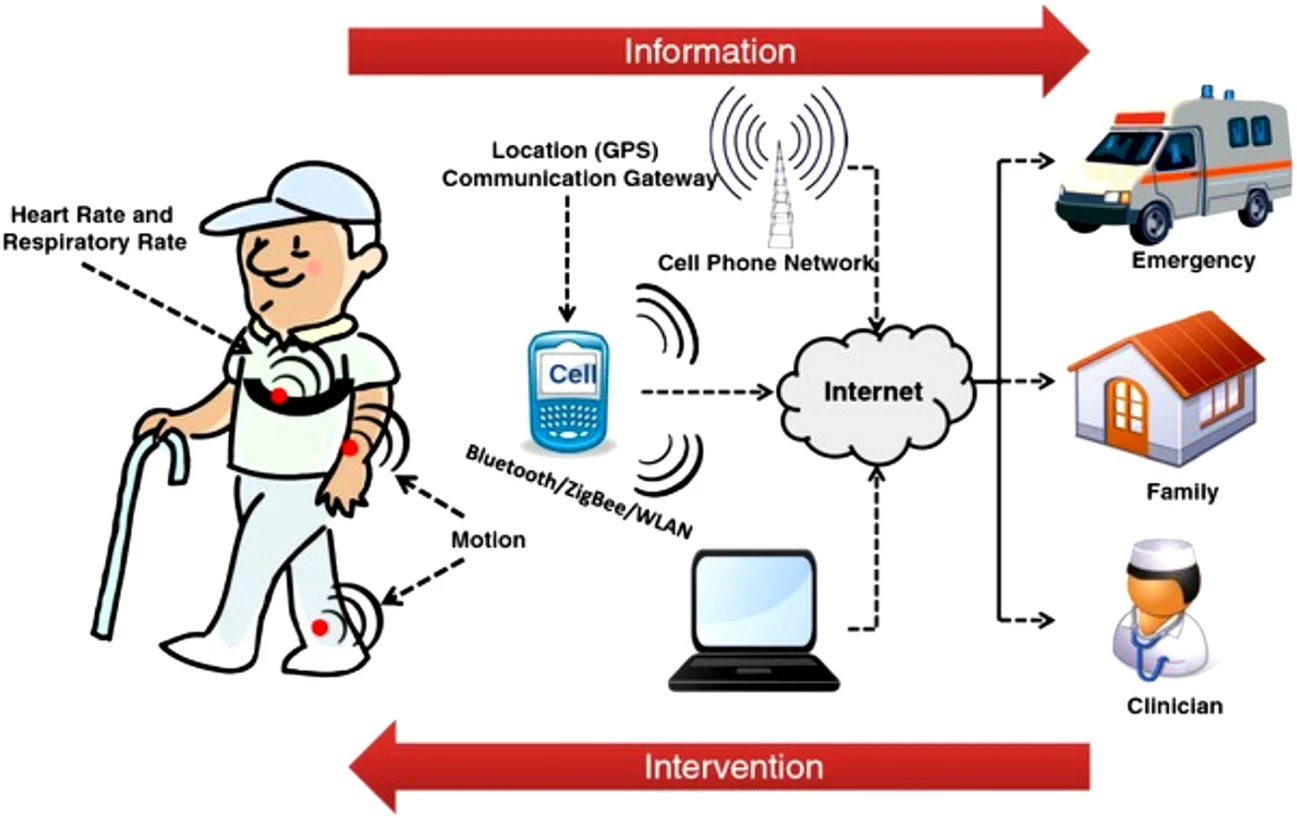
Принципова схема системи дистанційного моніторингу здоров'я на основі носимих біосенсорів.

Біосенсори, зосереджені на серцево-судинних захворюваннях, часто націлені на рівень холестерину та специфічні біомаркери, такі як мікроРНК-21. Аптасенсори для виявлення тропоніну Т (TnT) і портативні пристрої для постійного моніторингу життєво важливих показників у пацієнтів із серцево-судинними захворюваннями демонструють значний потенціал для покращення діагностики, зниження рівня смертності та інтеграції телемедицини в звичайну практику охорони здоров’я.

#### Застосування в онкології
Розробка біосенсорів для діагностики раку передбачає різноманітні підходи, від електрохімічних біосенсорів для виявлення протипухлинних препаратів до нанокомпозитних електродів для виявлення метотрексату в зразках крові. Ці біосенсори демонструють високу чутливість, вибірковість і стабільність, пропонуючи багатообіцяючі інструменти для раннього виявлення раку та терапевтичного моніторингу.

#### Застосування при нейродегенеративних хворобах
Біосенсори для нейродегенеративних захворювань, таких як хвороба Паркінсона та Альцгеймера, включають передові технології, такі як рідкокристалічні біосенсори без міток та електрохімічні нейробіосенсори. Ці платформи демонструють виняткову чутливість у виявленні специфічних білків, пов’язаних із цими захворюваннями, що дозволяє ранню діагностику та потенційно покращує результати пацієнтів.

#### Біосенсори при інших захворюваннях
Окрім таких захворювань, як малярія, інфекції та ішемічна хвороба серця, біосенсори також відіграють ключову роль у боротьбі з COVID-19. Їх швидкі, недорогі та надійні можливості виявлення були продемонстровані за допомогою інноваційних підходів, таких як холестеричні рідкокристалічні біосенсори, паперові електрохімічні сенсори та біосенсори на основі CRISPR для виявлення SARS-CoV-2 у слині.

#### Перспективні технології

##### Персоналізована медицина
Перехід до персоналізованої медицини знаменує значну трансформацію в охороні здоров’я, відхід від узагальнених підходів до розгляду індивідуальних молекулярних профілів. Ця еволюція не тільки приносить користь пацієнтам, але й обіцяє довше, здоровіше життя при оптимізації використання ресурсів у сфері охорони здоров’я. Біосенсорні технології є перспективними на цій арені, пропонуючи децентралізовану, економічно ефективну ідентифікацію біомаркерів. Ця актуальна колекція аналітичної та біоаналітичної хімії висвітлює новаторські розробки біосенсорів для персоналізованої охорони здоров’я. Ці пристрої використовують наноматеріали, різноманітні біорецептори та нетрадиційні підкладки електродів.
Також, важлива особливість технології персоналізованих біосенсорів на місці надання медичної допомоги полягає в тому, що це може бути зроблено швидко і клінічним персоналом, який не навчений клінічним лабораторним наукам. Результати експрес-тесту можуть швидко дати лікарю або іншому медичному працівнику відповіді, які можуть допомогти їм вирішити, що робити або як лікувати пацієнта. Це корисно майже скрізь, від відділення невідкладної допомоги до пацієнта, який отримує допомогу вдома.
Крім того, персоналізована медицина — це галузь із величезним потенціалом для покращення якості життя пацієнтів, у якій терапевтичний моніторинг лікарських засобів (TDM) може надати корисну інформацію. Що ще важливіше, неправильна доза препарату є звичайним фактором лікарських помилок. Однак сучасна практика TDM займає багато часу та коштує, а також потребує спеціалізованих техніків. Одним із рішень є використання електрохімічних біосенсорів, які є недорогими, портативними та високочутливими.

##### Профілактична медицина

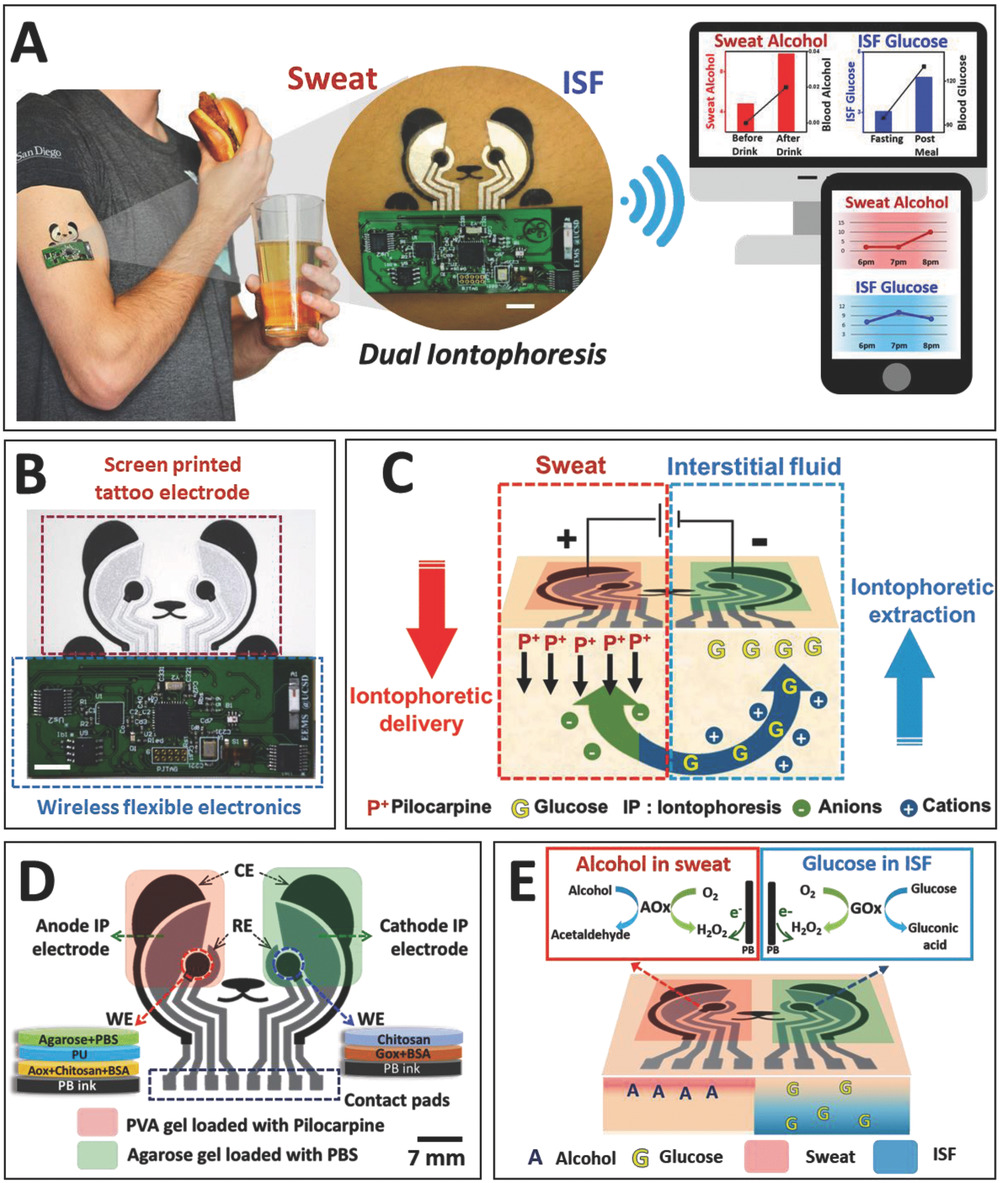
Концепція біосенсору для одночасного неінвазивного відбору проб і моніторингу інтерстиціальної рідини (ISF) і поту.

Носимі датчики здоров'я можуть стежити за здоров'ям користувача у режимі реального часу, що відкриває великі перспективи для профілактичної (превентивної) медицини. З розвитком апаратних технологій сенсорів і операційних систем функції переносних пристроїв поступово збагачуються більш різноманітними формами та точнішими фізіологічними показниками. Ці датчики рухаються до високої точності, безперервності та комфорту, вносячи великий внесок у покращення персоналізованого медичного обслуговування. Носимі біосенсори є ідеальною платформою для безперервного моніторингу здоров’я в режимі реального часу, які демонструють унікальні властивості, такі як автономне живлення, легкість, низька вартість, висока гнучкість, зручність виявлення та чудова відповідність.
Наприклад, наукова стаття 2022 року, опублікована в науковому журналі Nature Biomedical Engineering, описує переносний електрохімічний біосенсор для безперервного аналізу в поті під час фізичних вправ і в стані спокою слідових рівнів багатьох метаболітів і поживних речовин, включаючи всі незамінні амінокислоти та вітаміни. Біосенсор складається з графенових електродів, які можливо багаторазово регенерувати на місці, функціоналізованих метаболітно-специфічними полімерами (MIP) з молекулярним імпринтом, подібних до антитіл, і окислювально-відновних репортерних наночастинок, а також інтегрованим з модулями для індукції поту на основі іонофорезу, мікрофлюїдного відбору зразків поту, обробки сигналів і калібрування, та бездротового зв’язку. У добровольців біосенсор дозволяв у режимі реального часу відстежувати споживання амінокислот та їх рівні під час фізичних вправ, а також оцінювати ризик метаболічного синдрому (шляхом кореляції рівнів амінокислот у сироватці крові та поті). Моніторинг метаболітів для раннього виявлення аномальних станів здоров’я може також полегшити застосування в персоналізованному харчуванні.
БІосенсорні пристрої можуть розширити можливості лікарів первинної ланки, медсестер, фармацевтів та інших медичних працівників, а також пацієнтів, щоб швидко визначати та запроваджувати відповідні методи лікування та стратегії профілактики. Вони стануть значним стимулом для нових проактивних, прогностичних і профілактичних медичних пристроїв.

##### Штучний інтелект та інтеграція даних
Дані, отримані з таких джерел, як переносні датчики, медичні зображення, особисті записи про стан здоров’я та дані громадських організацій охорони здоров’я, призвели до значного зростання кількості інформації в медичних науках за останнє десятиліття. Удосконалення обчислювального обладнання, такого як хмарні обчислення, графічні процесори (GPU), програмовані вентильні матриці (FPGA) і тензорні процесори (TPU), забезпечують засоби для використання цих даних. Було розроблено низку складних методів штучного інтелекту (ШІ), щоб отримати цінну інформацію з обширних наборів великих даних у галузі охорони здоров’я. Ці інноваційні рішення використовують штучний інтелект для допомоги в моніторингу електрофізіологічних і електрохімічних сигналів організму, а також у діагностиці захворювань. Ці досягнення є прикладом тенденції до персоналізованої медицини, що забезпечує високоефективне, економічно ефективне та точне лікування на місці.
Крім того, досягнення у сфері інтернету речей та обчислювальних технологій, таких як ШІ-прискорювач, кордонні обчислення та федеративне навчання також пропонують песпективні застосування для цілей медицини.

#### Наномедицина
Біосенсори мають великий потенціал у сфері наномедицини. Ці пристрої готові зробити революцію в цільовій доставці ліків на клітинному рівні, пропонуючи новаторські кроки у фармакології. Крім того, біосенсори обіцяють надати безпрецедентне розуміння клітинної динаміки, прокладаючи шлях для новітньої діагностики та терапевтичних методів. (див. також Нанобіотехнологія)

### Біомедична інженерія
Хоч біосенсори є загалом сферою досліджень біоінженерії та біомедичної інженерії, якщо розглядати саме в контексті біомедичної інженерії, то біосенсори, зокрема, привносять значні інновації в технології медичної діагностики, моніторингу, медичних імплантів, тканинної інженерії, та багатьох інших.

#### Медичні імпланти
Удосконалення технології біосенсорів призвело до створення переносних і імплантованих пристроїв для безперервного моніторингу здоров’я. Ці пристрої відстежують життєво важливі функції, рівень глюкози та інші біомаркери, пропонуючи персоналізоване лікування та лікування захворювань. Біосенсори в медичних імплантатах відстежують такі фізіологічні параметри, як рівень глюкози або біомаркери, що дозволяє збирати дані в організмі в реальному часі. Вони полегшують раннє виявлення аномалій, покращують діагностичні можливості та дозволяють своєчасно втручатися. Ці датчики передають дані по бездротовому зв’язку, забезпечуючи віддалений моніторинг постачальниками медичних послуг і підтримуючи телемедицину. Інтегровані в системи замкнутого циклу, вони коригують лікування на основі інформації в реальному часі, покращуючи догляд за пацієнтами та безпеку. У майбутньому біосенсори можуть забезпечити цілеспрямовану доставку ліків в організм, революціонізуючи підходи до лікування.

#### Тканинна інженерія
Біосенсори в тканинній інженерії (включно з технологіями органоїдів та органів на чипі) та регенеративній медицині забезпечують моніторинг важливих параметрів, таких як рН, рівень кисню, концентрації іонів і метаболітів, та наявність поживних речовин та біомолекул, таких як глюкоза та аденозин, у створених тканинах, у реальному часі. Вони дозволяють оцінювати контроль якості, забезпечуючи життєздатність і зрілість тканин перед трансплантацією. Інтегровані в каркаси біосенсори можуть оптимізувати умови культивування та регулювати доставку ліків, підтримуючи ріст і регенерацію тканин. Ці датчики також сприяють розробці біогібридних систем, просуваючи створення функціональних сконструйованих тканин і потенційне застосування в регенеративній медицині та штучних органах.
Також, біосенсори сприяють створенню 3D-біодрукованих сенсорних пристроїв, оптимізуючи властивості біочорнила для передачі сигналу та використовуючи різноманітні технології друку для виготовлення біосенсорів. (див. також Друк органів) Крім того, біосенсори допомагають у вдосконаленні технологій «орган-на-чіпі», уможливлюючи моніторинг мікротканин і органоїдів у реальному часі, розширюючи можливості біомедичних досліджень.

### Сільське господарство

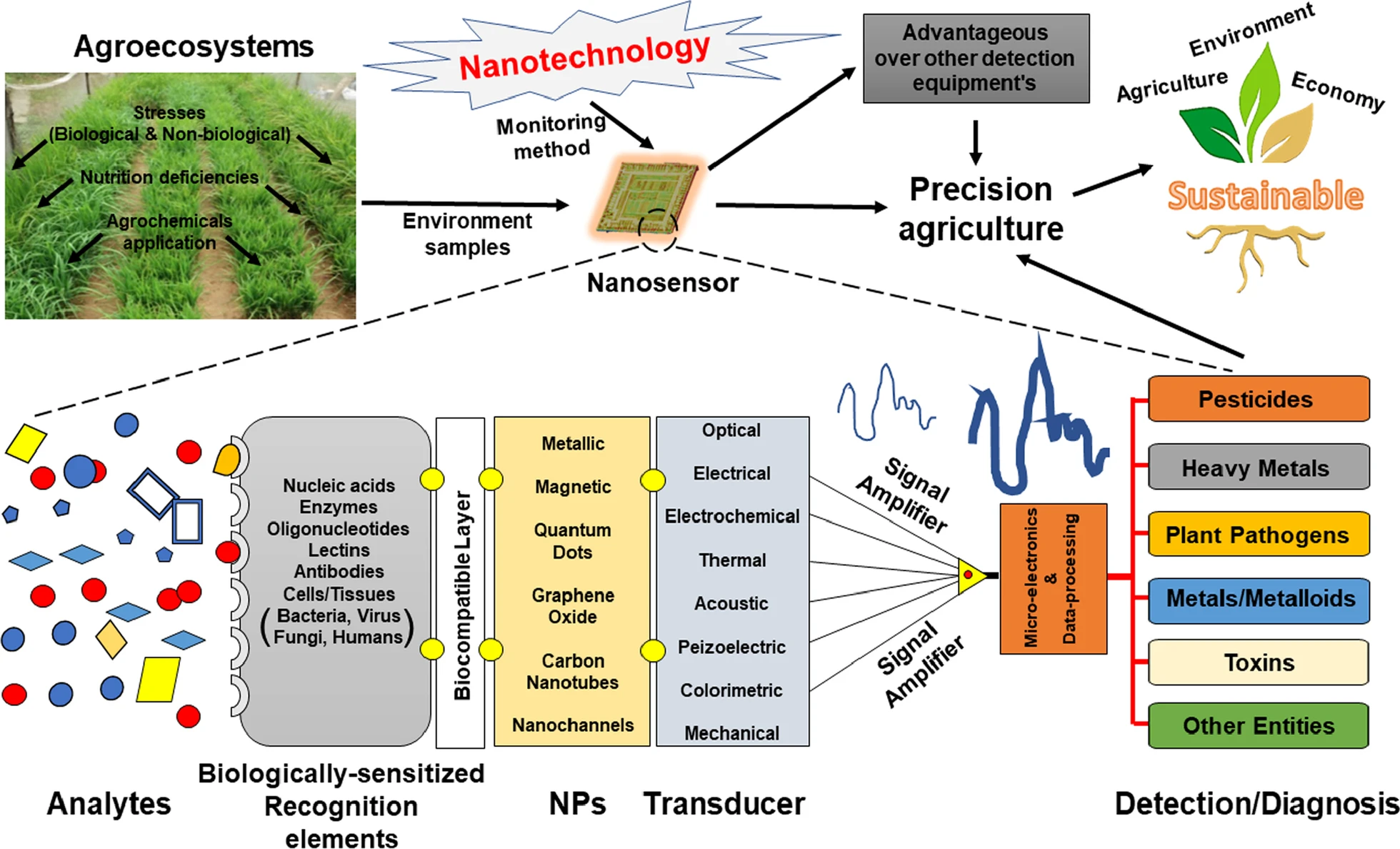
Ілюстрація застосування біосенсорів та наносенсорів для моніторингу агроекосистем в сільському господарстві.

Біосенсори сприяють розвитку сільського господарства, особливо, сталого сільського господарства та точного землеробства, контролюючи стан ґрунту і сприяючи його родючості, виявляючи пестициди та оцінюючи захворювання рослин. (див. також Нанобіотехнологія)

### Харчова промисловість
У сфері якості харчових продуктів біосенсори відіграють важливу роль у моніторингу поживних речовин, ідентифікації забруднювачів, алергенів й патогенів, і забезпеченні безпеки харчових продуктів. Вони використовують такі нові технології, як мікрофлюїдні системи, роблячи технологію зондування більш доступною для використання на ринку. Вони контролюють свіжість, ідентифікують псування та перевіряють справжність інгредієнтів, забезпечуючи дотримання стандартів якості та охорону здоров’я населення.

### Екологічний моніторинг та довкіллєзнавство
У науках про навколишнє середовище біосенсори відіграють ключову роль у моніторингу якості повітря, води та ґрунту. Вони виявляють забруднюючі речовини, важкі метали, пестициди та мікробні забруднювачі, допомагаючи в оцінці екологічного ризику, контролі забруднення та збереженні екосистеми.

### Біотехнологія
Біосенсори в біотехнології сприяють вивченню біомолекулярних й білок-білкових взаємодій,а також експресії генів в генетичній інженерії, клітинних реакцій в клітинній інженерії, та різноманітних застосувань в синтетичній біології, просуваючи фундаментальні наукові та прикладні знання.

### Екологічна безпека
Біосенсори мають вирішальне значення для виявлення біологічних і хімічних загроз. Вони пропонують швидку ідентифікацію небезпечних речовин, біоагентів і токсинів.

## Перспетивні технології
Біосенсорні технології продовжують розвиватися, обіцяючи значний прогрес у різних областях. Невпинне прагнення до інновацій привело до розробки передових технологій, які підвищують чутливість, специфічність, портативність і універсальність біосенсорів. Деякі з найбільш перспективних технологій, що сприяють майбутньому біосенсорів представлені нижче.

### Інтеграція нанотехнологій
Нанотехнології революціонізували біосенсори, дозволивши створювати наноматеріали з винятковими властивостями. Наночастинки, нанодротини та нанотрубки пропонують збільшену площу поверхні, допомагаючи покращити іммобілізацію та виявлення біомолекул. Ці нанорозмірні компоненти значно підвищують чутливість і селективність біосенсорів, одночасно зменшуючи їх розмір і вимоги до потужності.

### Інтеграція Інтернету речей (IoT)
Включення біосенсорів у структуру IoT відкрило захоплюючі можливості для моніторингу та аналізу даних у реальному часі. Біосенсори з підтримкою IoT сприяють безперебійній передачі даних, дозволяючи безперервно віддалено контролювати фізіологічні параметри, умови навколишнього середовища тощо. Ця інтеграція сприяє швидкому реагуванню й профілактичній медичній допомозі, та ефективнішому управлінню ресурсами, наприклад, в точному рільництві та сталому сільському господарстві.

### Штучний інтелект і машинне навчання
Конвергенція біосенсорів з алгоритмами штучного інтелекту і машинного навчання проклала шлях для ефективнішого аналізу даних. Ці технології дають змогу біосенсорам інтерпретувати складні біологічні сигнали, розрізняти тонкі зміни та прогнозувати тенденції, полегшуючи ранню діагностику захворювань, персоналізовану медицину та точний моніторинг навколишнього середовища.

### 3D-друк
3D-друк пропонує неперевершену гнучкість у виготовленні біосенсорів, дозволяючи виготовляти точні складні структури. Ця технологія дозволяє розробляти індивідуальні біосенсори, адаптовані до конкретних застосувань, підвищуючи їх адаптивність у різних сферах, включаючи охорону здоров’я, моніторинг навколишнього середовища та безпеку харчових продуктів.

### Гнучкі носимі біосенсори
Поява гнучких носимих біосенсорів сприяє переосмисленню охорони здоров’я, забезпечуючи постійний неінвазивний моніторинг. Ці легкі, сумісні пристрої інтегруються в організм людини, відстежують життєво важливі показники, біомаркери та інші фізіологічні параметри, обіцяючи персоналізоване управління охороною здоров’я та раннє виявлення захворювань.

### Біосенсори на основі CRISPR
Використовуючи надзвичайну точність технології CRISPR-Cas, біосенсори, що містять системи CRISPR, пропонують неперевершену специфічність у виявленні генетичних послідовностей. Ці біосенсори мають величезний потенціал у швидкому та точному виявленні патогенів, генотипуванні та цілеспрямованому аналізі ДНК/РНК, революціонізуючи діагностику та біомедичні дослідження.

### Фотоніка та плазмоніка
Удосконалення фотоніки та плазмоніки революціонізували біосенсор, увімкнувши методології виявлення без міток і в реальному часі. Оптично активні біосенсори використовують принципи взаємодії світла та матерії, пропонуючи надчутливі можливості виявлення різних біомолекул, сприяючи швидкому та високопродуктивному аналізу.
Загалом, ці досягнення пропонують покращену чутливість, специфічність, портативність і адаптивність, що дає змогу біосенсорам переосмислити охорону здоров’я, моніторинг навколишнього середовища, сільське господарство, безпеку харчових продуктів та інші галузі. Синергія цих багатообіцяючих технологій пропонує світле майбутнє, де біосенсори продовжуватимуть відігравати важливу роль у вирішенні різноманітних суспільних проблем і сприянні інноваціям.

## Додаткова література

### Книги
- Серія книг Springer Series on Chemical Sensors and Biosensors (Springer Nature, 2004-2021+)
- Ozkan, Sibel A.; Uslu, Bengi; Sezgintürk, Mustafa Kemal, ed. (2023). Biosensors: fundamentals, emerging technologies, and applications. (1st edition). Boca Raton London: CRC Press, Taylor & Francis Group. ISBN 978-1-032-03865-0.
- Jesús Villarreal-Gómez, Luis; Leticia Iglesias, Ana, ed. (2021). Biosensors - Current and Novel Strategies for Biosensing (англ., відкритий доступ по главам). IntechOpen. ISBN 978-1-83962-431-5.

### Журнали
- Biosensors and Bioelectronics (вебсайт) та X
- Sensors and Actuators B: Chemical (вебсайт)
- Analytical Chemistry (вебсайт)
- IEEE Sensors Journal
- Biosensors
- Sensors

### Статті
- Shanbhag Mahesh M.; Manasa G.; Mascarenhas Ronald J.; Mondal Kunal; Shetti Nagaraj P. (2023). Fundamentals of bio-electrochemical sensing. Chemical Engineering Journal Advances. doi:10.1016/j.ceja.2023.100516.
- Wu, Jie; Liu, Hong; Chen, Weiwei; Ma, Biao; Ju, Huangxian (2023-05). Device integration of electrochemical biosensors. Nature Reviews Bioengineering (англ.). doi:10.1038/s44222-023-00032-w.
- Naresh, Varnakavi; Lee, Nohyun (2021). A Review on Biosensors and Recent Development of Nanostructured Materials-Enabled Biosensors. Sensors (англ.). doi:10.3390/s21041109.